# Stockinbingal
Stockinbingal is een plaats in de Australische deelstaat New South Wales en telt 242 inwoners (2006).